# Neotephritis staminea
Neotephritis staminea är en tvåvingeart som först beskrevs av Wulp 1900.  Neotephritis staminea ingår i släktet Neotephritis och familjen borrflugor. Inga underarter finns listade i Catalogue of Life.